# Новоалександровка (Великомихайловский район)
Новоалександровка (укр. Новоолександрівка) — село, относится к Великомихайловскому району Одесской области Украины.
Население по переписи 2001 года составляло 446 человек. Почтовый индекс — 67114. Телефонный код — 8-04859. Занимает площадь 1,18 км². Код КОАТУУ — 5121682801.

## Местный совет
67112, Одесская обл., Великомихайловский р-н, с. Новоалександровка